# Kopalnia Michał (Ostrawa)

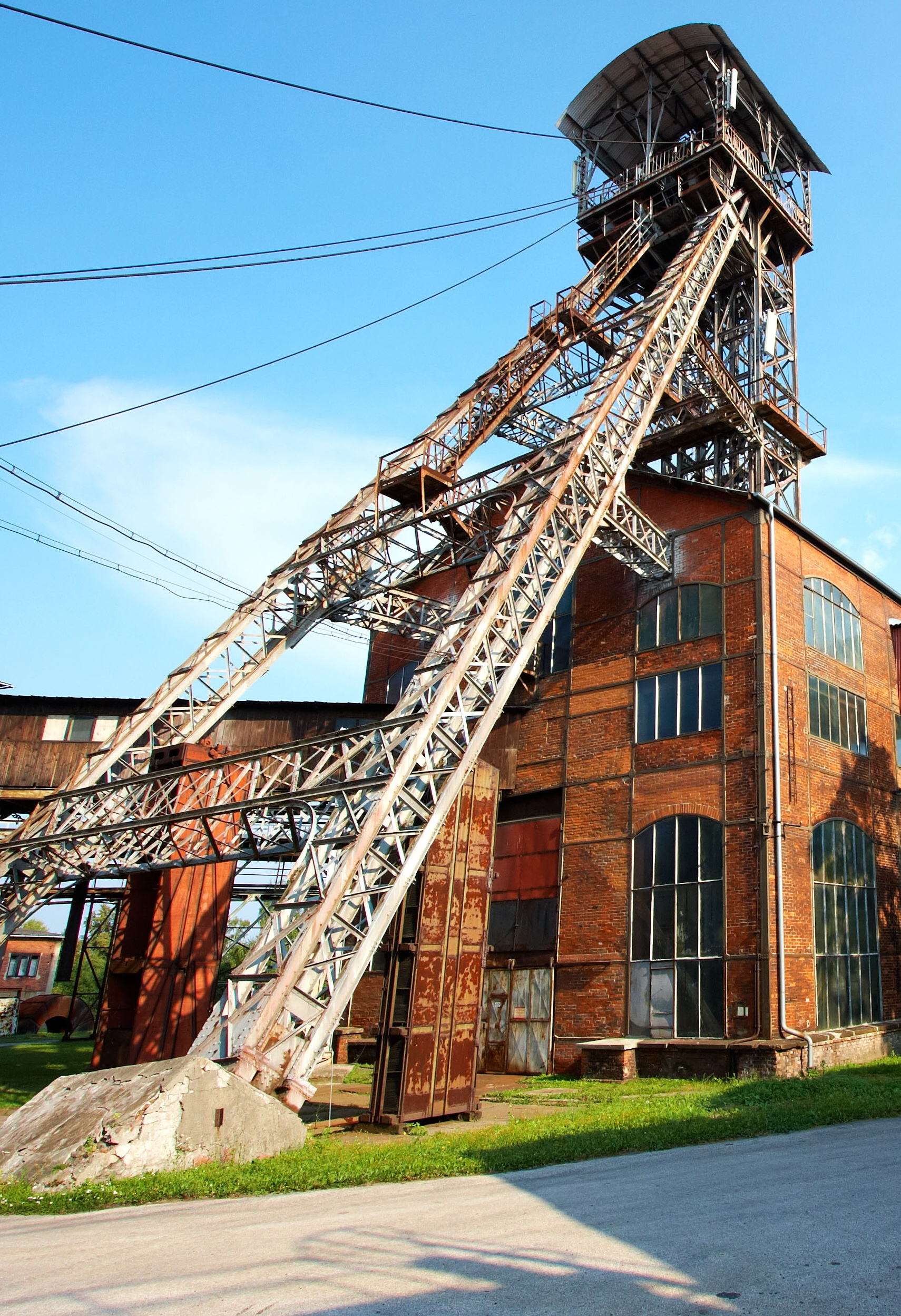

Kopalnia Michał (czes. Důl Michal; w latach 1946-1993 kopalnia Petr Cingr) – nieczynna kopalnia węgla kamiennego w Ostrawie, w dawnym miasteczku Michałkowice. Po zakończeniu eksploatacji kompleks obiektów kopalni został zachowany jako muzeum.

## Historia
Powstanie kopalni Michał miało związek z dążeniami państwa austriackiego do wspierania wydobycia węgla, co było niezbędnym warunkiem dla rozwoju przemysłu w państwie. W 1843 r. w Michałkowicach uruchomiono szyby Ferdynand (Ferdinand) oraz Michał (Michal). Nazwa tego drugiego pochodziła od nazwiska Michaela Layera, radcy dworu. 
W 1856 r. przynoszącą straty kopalnię w Michałkowicach nabyła Kolej Północna Cesarza Ferdynanda. W 1862 r. kopalnia została połączona z linią kolejową z Ostrawy do Doubravy, co umożliwiło płynną ekspedycję węgla. W 1870 r., po zawaleniu się górnej części szybu, na terenie kopalni zbudowano nowy budynek szybu, kotłownię i maszynownię. W latach 1913–1915 kopalnia została zelektryfikowana i równocześnie przebudowana według projektu Františka Fialy w stylu secesyjnym. Przebudowana kopalnia miała być dowodem znaczenia Kolei Północnej dla rozwoju i funkcjonowania Zagłębia Ostrawsko-Karwińskiego. Do 1916 r. w kopalni Michał wydobyto 383 400 ton węgla. Szyb Michał miał głębokość 671 m, węgiel wydobywano w 17 pokładach, z głębokości 960 m.
W 1945 r. kopalnia została znacjonalizowana i włączona do państwowego przedsiębiorstwa Ostravsko-karvinské kamenouhelné doly (dosł. ostrawsko-karwińskie kopalnie węgla kamiennego). Była przebudowywana w latach 20. i 40. XX wieku, a następnie na przełomie lat 50. i 60. XX wieku, podczas ostatniej przebudowy wzniesiono nową stację elektroenergetyczną, budynek płuczki i na nowo urządzono plac ładunkowy węgla. Zasadniczy kształt kompleksu pozostał jednak niezmieniony od przebudowy w 1915 r. Znacjonalizowanej kopalni nadano w 1946 r. imię czeskiego socjalisty Petra Cingra.
Kopalnia zakończyła wydobycie w 1993 r. Dwa lata później zakończono zasypywanie szybów. Jeszcze w trakcie prac wygaszeniowych w kopalni cały kompleks przekazano czeskiemu Ministerstwu Kultury w celu utworzenia muzeum. Podczas tworzenia muzeum przyjęto koncepcję zachowania kopalni w takim stanie, jakby przed chwilą zakończono w niej pracę. Zwiedzającym udostępniane są budynki i pomieszczenia, przez które poruszali się górnicy w drodze do pracy (znaczkownia, szatnia i łaźnia, cechownia, lampownia, budynek szybu wydobywczego), a także maszynownia oraz kotłownia z działającą maszyną parową z 1903 r.